# Strzał progresywny
Strzał progresywny – jedna z trzech konkurencji strzeleckich występująca w bulach lyońskich. Pozostałymi są: Tir rapide en double zespołowa odmiana strzału progresywnego i strzał precyzyjny (odmienny niż w petanque).
Rozgrywka strzału progresywnego trwa 5 minut. Za każdym razem strzela się do sześciu kul z odległości od 13,05 do 17,05 metrów. Po sześciu rzutach wybijacz szybko biegnie na przeciwległą stronę boiska i oddaje strzały do kolejnych sześciu kul. Zawodnik strzela do momentu, w którym mija czas rozgrywki. Kobiety i juniorzy (osoby poniżej czternastego roku życia) uderzają tylko w trzy kule z odległości od 13,05 do 14,65 m.